# CSI-franchise

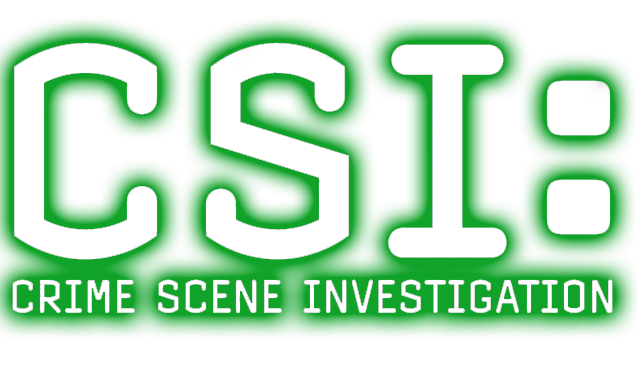
CSI-logo

De term CSI-franchise wordt in het algemeen gebruikt om een aantal gerelateerde Amerikaanse televisieseries, bedacht door Anthony E. Zuiker, aan te duiden. Alle vier de series draaien om teams van forensisch onderzoekers die proberen misdaden op te lossen met de modernste middelen. In bredere zin omvat de term ook alle andere media rondom deze series zoals de romans en videospellen.
De series worden in 200 landen wereldwijd uitgezonden waaronder Nederland, met een publiek van ongeveer 2 miljard mensen.
De franchise heeft een grote culturele impact gehad. Zo is bijvoorbeeld het CSI-effect ontstaan, waarin jury's zeer hoge verwachtingen hebben van echte forensische onderzoekers door toedoen van de series. Daarnaast zijn studies als forensische wetenschap en archeologische wetenschap een stuk populairder geworden door de series.

## Series
Er zijn vijf series in de CSI-franchise:
- CSI: Crime Scene Investigation (2000-2015)
  - Locatie: Las Vegas, Nevada.
    - De huidige cast bestaat uit Ted Danson als D.B. Russell, George Eads als Nick Stokes, Jorja Fox als Sara Sidle, Eric Szmanda als Greg Sanders, Robert David Hall als Al Robbins, Elisabeth Shue als Julie Finlay, Wallace Langham als David Hodges, Elisabeth Harnois als Morgan Brody, Jon Wellner als Henry Andrews en David Berman als David Phillips.
      - CSI begon met de CSI aflevering "Pilot".

- CSI: Miami (2002-2012)
  - Locatie: Miami, Florida.
    - De huidige cast bestaat uit David Caruso als Horatio Caine, Emily Procter als Calleigh Duquesne, Adam Rodriguez als Eric Delko, Jonathan Togo als Ryan Wolfe, Eva LaRue als Natalia Boa Vista en Rex Linn als Frank Tripp. en Rory Cochrane als Tim Speedle.
      - CSI Miami begon met de CSI aflevering "Cross Jurisdictions".

- CSI: NY (2004-2013)
  - Locatie: New York.
    - De huidige cast bestaat uit Gary Sinise als Mac Taylor, Melina Kanakaredes als Stella Bonasera, Carmine Giovinazzo als Danny Messer, Hill Harper als Sheldon Hawkes, Anna Belknap als Lindsay Monroe en Eddie Cahill als Donald Flack, Jr. en Sela Ward als Jo Danville  .
      - CSI New York begon als de CSI: Miami aflevering "MIA/NYC NonStop".

- CSI: Cyber (2015-2016)
  - Locatie: Quantico, Virginia.
    - De huidige cast bestaat uit Patricia Arquette als Avery Ryan, James Van Der Beek als Elijah Mundo, Peter MacNicol als Simon Sifter,  Shad Moss als Brody Nelson, Hayley Kiyoko als Raven Ramirez, Charley Koontz als Daniel Krumitz  en Ted Danson als D.B. Russell. 
      - De serie ging in 2015 van start.
      - CSI Cyber begon als de CSI aflevering "Kitty".
- CSI: Vegas (2021-heden) 
  - Locatie: Las Vegas, Nevada
    - De huidige cast bestaat uit Paula Newsome als Maxine 'Max' Roby, Matt Lauria als Josh Folsom, Mandeep Dhillion als Allie Rajan, Mel Rodriguez als Dr. Hugo Ramirez, Jorja Fox als Sara Sidle, William Petersen als Gil Grissom en Marg Helgenberger als Catherine Willows 
      - De serie ging in 2021 van start.
      - CSI Vegas begon als de CSI aflevering "Legacy".

- Anthony E. Zuiker houdt de mogelijkheid open om internationaal te gaan met een nieuwe serie getiteld CSI: London. Hiervan is echter nog niets bevestigd.[3]

## Documentaires
Vanwege de populariteit van de CSI-franchise in het Verenigd Koninkrijk maakte de Britse zender Channel Five twee documentaires over CSI.
1. De eerste genaamd The Real CSI volgde echte CSI'ers tijdens hun werk op een plaats delict.
2. De tweede getiteld True CSI gevat ware verhalen van hoe forensische wetenschap geholpen heeft bij het oplossen van misdaden.

## Cross-overs
Cross-overs zijn mogelijk tussen CSI-series en soms met andere series.

### Tussen series
De series CSI: Miami en CSI: NY begonnen allebei als een cross-over met een reeds bestaande CSI-serie.
- Cross Jurisdictions, een aflevering van CSI: Crime Scene Investigation die diende als pilotaflevering van CSI: Miami.

- MIA/NYC NonStop, een aflevering van CSI: Miami die diende als pilot van CSI: NY.

- Een tweedelig verhaal dat begon in CSI: Miami (Felony Flight, uitgezonden op 7 november 2005) en werd voortgezet in CSI: NY (Manhattan Manhunt, uitgezonden op 9 november 2005).

- De CSI Crossover Trilogy; een drieluik dat alle drie de series in de franchise met elkaar verbindt. Het drieluik bestaat uit de afleveringen Bone Voyage van CSI: Miami, Hammer Down van CSI: NY en The Lost Girls van CSI: Crime Scene Investigation.

- Een tweedelig verhaal dat begon in CSI: Crime Scene Investigation genaamd: Vino Veritas  werd voortgezet in Seth and Apep " uitgezonden als CSI: NY"

- Kitty, een aflevering van CSI: Crime Scene Investigation die diende als pilot van CSI: Cyber.

- in The Twin Paradox, een aflevering van CSI: Crime Scene Investigation maakt Patricia Arquette een gastoptreden.

### Andere series
Er zijn andere televisieseries die ongeveer dezelfde opzet of hetzelfde thema hebben als CSI en op dezelfde zenders worden uitgezonden (sommige geproduceerd door Jerry Bruckheimer). Dit geeft de mogelijkheid tot cross-overs tussen CSI en deze series.
Momenteel zijn er twee cross-overs:
- CSI: NY aflevering Cold Reveal: cross-over met Cold Case. Uitgezonden op 2 mei 2007. In de aflevering kwam Detective Scotty Valens uit Cold Case voor.[4]

- CSI: Crime Scene Investigation, aflevering Who and What: cross-over met Without A Trace. Uitgezonden op 9 november 2007. Dit was het eerste deel van een tweedelige aflevering. Het tweede deel werd uitgezonden als aflevering van de serie Without A Trace.

- CSI: Crime Scene Investigation, aflevering Fish in a Drawer: cross-over met ""Two and a Half Deaths""'. Uitgezonden op 5 mei 2008. Dit was het eerste deel van een tweedelige aflevering. Het tweede deel werd uitgezonden als aflevering  van de serie Two and a Half Men'

- CSI: Crime Scene Investigation, aflevering "Theory of Everything": test Nick hoe iemand kon verbranden zonder dodelijk wapen. Hyneman en Savage MythBusters. verschijnen als laboranten en kijken hoe Nick het idee test.

## Soundtrack
De intromuziek van alle vier de series is afkomstig van de band The Who:
- Who Are You voor CSI.
- Won't Get Fooled Again voor CSI: Miami.
- Baba O'Riley voor CSI: NY.
- I Can See for Miles voor CSI: Cyber.

## Spin-offs

### Computerspellen
De CSI Franchise heeft 7 computerspellen voortgebracht, uitgegeven door Ubisoft. De spellen zijn:
- CSI: Crime Scene Investigation (2003)
- CSI: Dark Motives (2004)
- CSI: Miami (2004)
- CSI: 3 Dimensions of Murder (2006)
- CSI: Hard Evidence (2007)
- CSI: NY (2008)
- CSI: Deadly Intent (2009)
- CSI: Fatal Conspiracy (2010)

### Strips
Er zijn een aantal stripboeken gebaseerd op de series uitgegeven, gepubliceerd door IDW Publishing. Een schrijver van deze strip is Max Allan Collins.

### Romans
Verschillende romanversies van de series zijn uitgebracht. Auteurs zijn onder anderen Max Allan Collins (CSI), Donn Cortez (CSI: Miami) en Stuart M. Kaminsky (CSI: NY).